# حياتي بدوني
حياتي بدوني (بالإنجليزية: My Life Without Me)‏ فيلم دراما، وفيلم رومانسي، وفيلم مستقل، وفيلم مقتبس من عمل أدبي ‏
أُصدر في 10 فبراير 2003، و4 سبتمبر 2003، في ألمانيا. ومن توزيع سوني بيكتشرز كلاسيك، وقد أخرجه إيزابيل كويسيت، وكَتَب السيناريو إيزابيل كويسيت، ونانسي كينكيد.

## طاقم التمثيل
- سارة بولي
- استر غارسيا  [لغات أخرى]‏
- ألفريد مولينا
- جيليان باربر
- سونيا بينيت
- Lauren Diewold [الإنجليزية]‏
- Tyron Leitso [الإنجليزية]‏
- جوليان ريتشينجس
- ليونور واتلنغ
- مارك رافالو
- ماريا دي ميديروس
- ديبي هاري
- أماندا بلامر
- جيسيكا أملي
- سكوت سبيدمان

## الإنتاج

### التصوير
صوّر الفيلم في فانكوفر، وكان جان كلود لاريو ‏ مديرًا لتصوير الفيلم.

## الاستقبال

### الجوائز والترشيحات
الجوائز
- 24th Genie Awards [الإنجليزية]‏.

الترشيحات

## وصلات خارجية
- حياتي بدوني على موقع IMDb (الإنجليزية)
- حياتي بدوني على موقع ميتاكريتيك (الإنجليزية)
- حياتي بدوني على موقع روتن توميتوز (الإنجليزية)
- حياتي بدوني على موقع نتفليكس (الإنجليزية)
- حياتي بدوني على موقع قاعدة بيانات الأفلام العربية
- حياتي بدوني على موقع ألو سيني (الفرنسية)
- حياتي بدوني على موقع Turner Classic Movies (الإنجليزية)
- حياتي بدوني على موقع أول موفي (الإنجليزية)
- حياتي بدوني على موقع بوكس أوفيس موجو (الإنجليزية)
- حياتي بدوني على موقع فيلمافينيتي (الإسبانية)